# Callionymus flavus
Callionymus flavus là một loài cá biển thuộc chi Callionymus trong họ Cá đàn lia. Loài này được mô tả lần đầu tiên vào năm 1983.

## Phân bố và môi trường sống
C. flavus có phạm vi phân bố ở Tây Bắc Ấn Độ Dương. Loài cá này được tìm thấy tại Biển Đỏ, ở độ sâu khoảng 2 – 46 m.